# サキザヤ族
サキザヤ族（サキザヤぞく、Sakizaya, 撒奇莱雅族）とは、台湾に住む原住民の一つ。長らくアミ族と混合されていたが、2007年1月17日に中華民国行政院によって正式に独立した民族と認められた。現在の人口は、推定で5千人から1万人とされている。

## 概要
台湾東部の花蓮県に分布する。
外部の記録では、17世紀のスペインの文献に記録が残っているとされる。
1878年に、サキザヤ族とクバラン族が共同で清の統治に反抗した「カレワン事件」（加礼宛事件）が発生。清の報復を恐れたサキザヤ族は、台湾原住民族最多の人口を持つアミ族の村に逃げ込んだ。アミ族はこれらのサキザヤ族を保護、支援して匿った。
日本統治時代になると、サキザヤ族はアミ族と共に暮らしていたことからアミ族の一支族として分類された。その分類は、後の中華民国にも引き継がれた。
サキザヤ族は長らくアミ族と共存していたが、アミ族とは異なる言語体系（サキザヤ語、かつてはアミ語のサキザヤ方言とされてきたが、この二つは意思の疎通が出来ないほど違いがある）や独自の民族意識を持ち続けた。
21世紀に入り、台湾では原住民族の意思と権利を尊重するべきとの意識が高まり、これまで独立した民族と認められてこなかったサオ族、クバラン族、タロコ族が新たに認定された。この一連の流れに影響されてサキザヤ族の中にも独立した民族として認定するよう要請する運動が始まり、2007年1月17日、正式にアミ族とは別の原住民族の一つとして認められた。

## 祭祀
サキザヤ族の祭りには豊年祭、火神祭（Palamal）などがある。火神祭は最も重要な祭祀儀式である。